# قاتل الشياطين: قلعة اللانهاية
قاتل الشياطين: كيميتسو نو يايبا – الفيلم: قلعة اللانهاية (باليابانية: 劇場版「鬼滅の刃」無限城編)، هو ثلاثية أفلام أنمي يابانية من نوع الفانتازيا المظلمة والأكشن، مبنية على أرك "قلعة اللانهاية" من سلسلة مانغا "قاتل الشياطين: كيميتسو نو يايبا" (2016–2020) للكاتبة كويوهارو غوتوغي. تعد الثلاثية تكملة مباشرة للموسم الرابع من مسلسل الأنمي التلفزيوني، وكذلك رابع وخامس وسادس فيلم مقتبس من السلسلة بعد أفلام:  
- "قاتل الشياطين: كيميتسو نو يايبا – الفيلم: قطار موجن" (2020)
- "قاتل الشياطين: كيميتسو نو يايبا – إلى قرية الحدادين" (2023)
- "قاتل الشياطين: كيميتسو نو يايبا – إلى تدريب الهاشيرا" (2024).

أخرج الأفلام هارؤو سوتوزاكي، وأنتجتها شركة Ufotable، وكتبها فريق الاستوديو.
على عكس أفلام "قرية الحدادين" و"تدريب الهاشيرا" التي صممت كأفلام ملخصة، فإن "قلعة اللانهاية" هي اقتباس سينمائي مطوّل مقسم على عدة أفلام طويلة، وذلك نتيجة محتوى الأرك الدرامي وحبكته المتسارعة، كما حدث سابقًا مع فيلم "قطار موجن". تم الإعلان عن المشروع ثلاثي الأجزاء في يونيو 2024 فور انتهاء عرض الموسم الرابع من الأنمي.
عُرض الجزء الأول بعنوان "قاتل الشياطين: كيميتسو نو يايبا – الفيلم: قلعة اللانهاية – الجزء الأول: عودة أكازا" لأول مرة في دور السينما اليابانية يوم 18 يوليو 2025 من إنتاج وتوزيع أنيبليكس وتوهو، ومن المقرر أن يعرض في بعض دول آسيا خلال أغسطس عن طريق كرانشي رول وسوني بيكتشرز ريليسينج.

## القصة
تدور أحداث سلسلة الأفلام مباشرة بعد نهاية الموسم الرابع، حيث يقوم موزان كيبوستوغي بمحاصرة تانجيرو كامادو ورفاقه من فيلق قاتلي الشياطين داخل حصنه المعروف باسم "قلعة اللانهاية". وهناك تبدأ المعركة الحاسمة بين قاتلي الشياطين وأتباع موزان من الشياطين الأقوياء المعروفين بـالأقمار العليا.

## الأداء الصوتي
الممثلون الصوتيون التاليون هم بحسب ترتيب ظهور أسمائهم في الاعتمادات الرسمية:
| الشخصية                 | باليابانية                       | الممثل الياباني                         | الممثل الإنجليزي                         |
| ----------------------- | -------------------------------- | --------------------------------------- | ---------------------------------------- |
| تانجيرو كامادو          | 竈門 炭治郎 (Kamado Tanjirō)     | ناتسوكي هاناي (Natsuki Hanae)           | زاك أجويلار (Zach Aguilar)               |
| نيزوكو كامادو           | 竈門 禰豆子 (Kamado Nezuko)      | أكاري كيتو (Akari Kitō)                 | آبي تروت (Abby Trott)                    |
| زينيتسو أغاتسوما        | 我妻 善逸 (Agatsuma Zenitsu)     | هيرو شيمونو (Hiro Shimono)              | أليكس لي (Aleks Le)                      |
| إينوسوكي هاشيبيرا       | 嘴平 伊之助 (Hashibira Inosuke)  | يوشيتسوغو ماتسوكا (Yoshitsugu Matsuoka) | برايس بابنبروك (Bryce Papenbrook)        |
| كاناو تسويوري           | 栗花落 カナヲ (Tsuyuri Kanao)    | رينا أوييدا (Reina Ueda)                | بريانا نيكر بوكر (Brianna Knickerbocker) |
| جينيا شينازوغاوا        | 不死川 玄弥 (Shinazugawa Genya)  | نوبوهیکو أوكاموتو (Nobuhiko Okamoto)    | زينو روبنسون (Zeno Robinson)             |
| غيو توميوكا             | 富岡 義勇 (Tomioka Giyū)         | تاكاهيرو ساكوراي (Takahiro Sakurai)     | جوني يونغ بوش (Johnny Yong Bosch)        |
| تينغن أوزوي             | 宇髄 天元 (Uzui Tengen)          | كاتسويكي كونيشي (Katsuyuki Konishi)     | راي تشيس (Ray Chase)                     |
| مويتشيرو توكيتو         | 時透 無一郎 (Tokitō Muichirō)    | كينغو كاوانيشي (Kengo Kawanishi)        | غريفين بيرنز (Griffin Burns)             |
| شينوبو كوشو             | 胡蝶 しのぶ (Kochō Shinobu)      | ساوري هايامي (Saori Hayami)             | إريكا هارلاشير (Erika Harlacher)         |
| أوباناي إيغورو          | 伊黒 小芭内 (Iguro Obanai)       | كينيتشي سوزومورا (Kenichi Suzumura)     | إريك سكوت كيميرير (Erik Scott Kimerer)   |
| سانيمي شينازوغاوا       | 不死川 実弥 (Shinazugawa Sanemi) | توموكازو سيكي (Tomokazu Seki)           | كايجي تانغ (Kaiji Tang)                  |
| ميتسوري كانروجي         | 甘露寺 蜜璃 (Kanroji Mitsuri)    | كانا هانازاوا (Kana Hanazawa)           | كيرا باكلاند (Kira Buckland)             |
| جيو مي هيميجيما         | 悲鳴嶋 行冥 (Himejima Gyōmei)    | توموكازو سوجيتا (Tomokazu Sugita)       | كريس بين فريمان (Crispin Freeman)        |
| أكازا / الرتبة العليا 3 | 猗窩座 (Akaza)                   | أكيرا إيشيدا (Akira Ishida)             | لوسيان دودج (Lucien Dodge)               |

## موعد العرض
من المقرر أن تصدر شركتا أنيبليكس وتوهو الفيلم في 18 يوليو 2025، بينما ستتولى شركة كرانشي رول توزيعه في الأسواق العالمية عبر شركة سوني بيكتشرز ريليسينغ. وستكون مواعيد الإصدار في الدول المختلفة كما يلي:
- 12 أغسطس: تايلاند
- 14 أغسطس: هونج كونج، ماليزيا، باكستان، وسنغافورة
- 15 أغسطس: كمبوديا، إندونيسيا، وفيتنام
- 20 أغسطس: الفلبين
- 11 سبتمبر: الأرجنتين، أرمينيا، أستراليا، أذربيجان، البحرين، بوليفيا، البرازيل، منطقة البحر الكاريبي (جامايكا، أروبا، سورينام، ترينيداد وتوباغو، كوراساو)، أمريكا الوسطى، تشيلي، كولومبيا، كرواتيا، جمهورية التشيك، الدنمارك، جمهورية الدومينيكان، الإكوادور، مصر، إثيوبيا، جورجيا، اليونان، المجر، أيسلندا، العراق، إسرائيل، إيطاليا، الأردن، كازاخستان، الكويت، لبنان، ليتوانيا، مقدونيا، المكسيك، هولندا، نيوزيلندا، عُمان، باراغواي، بيرو، البرتغال، قطر، المملكة العربية السعودية، صربيا، سلوفاكيا، سلوفينيا، سويسرا (الناطقة بالإيطالية)، سوريا، أوكرانيا، الإمارات العربية المتحدة، أوروغواي، فنزويلا
- 12 سبتمبر: بلغاريا، كندا، إستونيا، فنلندا، الهند، كينيا، لاتفيا، منغوليا، نيجيريا، النرويج، بولندا، رومانيا، جنوب أفريقيا، إسبانيا، السويد، تركيا، المملكة المتحدة، الولايات المتحدة
- 17 سبتمبر: بلجيكا، فرنسا، الدول الأفريقية الناطقة بالفرنسية، لوكسمبورغ، سويسرا (الناطقة بالفرنسية)
- 18 سبتمبر: النمسا، ألمانيا، مولدوفا، سويسرا (الناطقة بالألمانية)

في اليابان، من المتوقع عرض الفيلم في 443 دار عرض سينمائية. يُعد هذا الفيلم الأول من سلسلة أفلام مكونة من ثلاثة أجزاء مخطط لها.

### التسويق
أصدرت شركة الإنتاج "يوفوتيبل"، بالتعاون مع دوري البيسبول الرئيسي، فيلماً قصيراً للترويج للفيلم والمسلسل، بالإضافة إلى المباراة الافتتاحية لموسم 2025 بين فريقَي لوس أنجلوس دودجرز وشيكاغو كابز التي أقيمت في ملعب طوكيو دوم في 18 مارس. ويُجسّد الممثل هوتشو أوتسوكا صوت شخصية ساكونجي أوروكوداكي (鱗滝 左近次) في الفيلم، الذي يستعرض تاريخ البيسبول والمسلسل معاً. كما أصدرت شركة "توهو" نسخة معدّلة من المسلسل كاملاً في 4 أبريل 2025 بدور العرض اليابانية.
أما العرض الترويجي الرسمي الرئيسي للفيلم، فقد تم إطلاقه في 28 يونيو 2025 خلال فعالية بُثّت عبر قناة فوجي تي في في اليابان، وحقق أكثر من 40 مليون مشاهدة خلال 24 ساعة على المنصات الرسمية لوسائل التواصل الاجتماعي.

## وصلات خارجية
- الموقع الرسمي
 (باليابانية)
- قاتل الشياطين الفيلم: قلعة اللانهاية على موقع IMDb (الإنجليزية)
- قاتل الشياطين الفيلم: قلعة اللانهاية على موقع روتن توميتوز (الإنجليزية)
- قاتل الشياطين الفيلم: قلعة اللانهاية على موقع فيلمافينيتي (الإسبانية)
- قاتل الشياطين الفيلم: قلعة اللانهاية على موقع قاعدة بيانات الفيلم (الإنجليزية)
- قاتل الشياطين الفيلم: قلعة اللانهاية على موقع ليتربوكسد (الإنجليزية)

لا توجد روابط لمواقع التواصل الاجتماعي.